# Tous les deux
Pour les articles homonymes, voir Both.
 (juillet 2025).
Pour plus de détails, voir Fiche technique et Distribution.
Tous les deux (Both) est un court métrage libanais réalisé par Bass Bre'che en 2007.

## Synopsis
Juillet 2006, pendant la guerre israélo-libanaise. Moussa, un ancien sniper de la milice libanaise s’invente un univers féerique à Londres. Cet univers de solitude devient une obsession et Moussa commence à faire une fixation sur une muse imaginaire.

## Fiche technique
- Titre : Tous les deux
- Titre original : Both
- Réalisation : Bass Bre'che
- Scénario : Bass Bre'che
- Images : Eric Trometer
- Son : Leon Benning
- Production : Bass Bre'che pour TOUM PRODUCTION

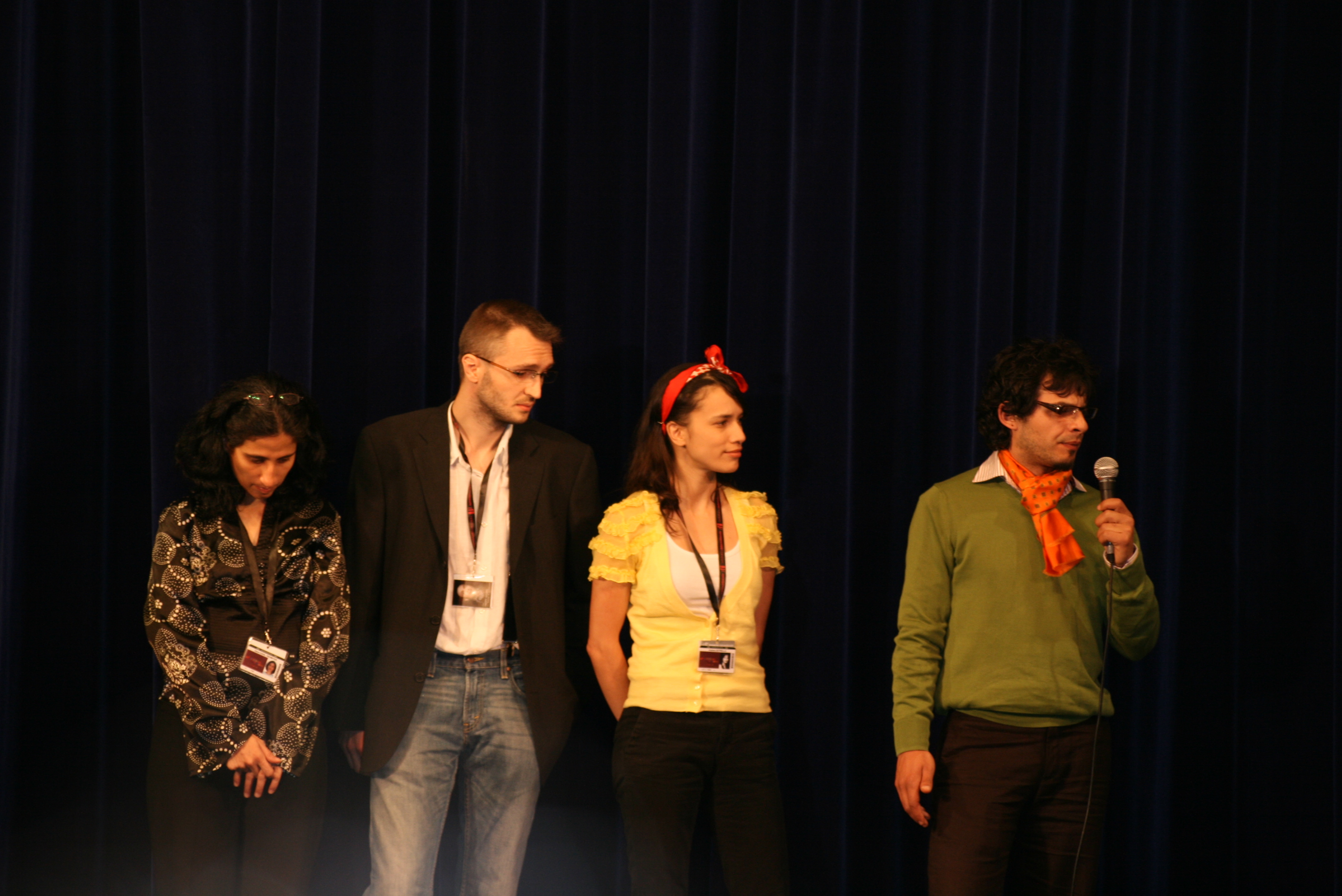
L'équipe de Tous les deux lors de la 46e Semaine de la Critique à Cannes

- Pays d'origine : Royaume-Uni, Liban
- Format : Couleurs - 1,85:1 - son Dolby numérique - 35 mm
- Genre : drame, fantastique
- Durée : 11 minutes et 20 secondes
- Date de sortie : ?

## Distribution
- Ian Hart : Moussa
- Andrea Estrella : Jeune femme à la robe orange

## Informations annexes
Tous les deux a été présenté en avant-première mondiale lors du premier jour de la Semaine de la critique à Cannes en 2007.